# 친한친구
친한친구 이현입니다는 대한민국의 방송국 문화방송의 라디오 채널 MBC FM4U에서 월요일부터 목요일까지 밤 12시부터 새벽 2시까지 전국에서 방송되는 라디오 프로그램이다. 흔히 줄여서 친친이라고 부른다. 단, 이 프로그램은 모두 전국방송이다.

## 역사
'친한친구'는 '친절한 한국인 친절한 구일구(91.9㎒)'라는 의미를 가지고 있으며, 초대 DJ인 은지원이 프로그램 이름과 뜻을 직접 만들었다. 
2003년 10월 20일부터 은지원이 DJ를 맡아 첫 방송되어 2004년 4월 25일까지 진행하였다.
2004년 4월 26일 봄 개편부터는 본격적인 2인 DJ체제로 방송되었다. 초기에는 김상혁과 조정린이 진행하였으나 2005년 4월 11일 김상혁의 음주운전 사건이 터진 이후 조정린과 그 날의 초대손님이 방송을 진행하는 포맷으로 이어가다가 4월 25일부터 에픽 하이의 멤버인 타블로가 합류했고 2007년 4월 29일까지 진행하였다. 2007년 4월 30일 봄 개편부터 슈퍼주니어의 멤버 강인이 타블로의 뒤를 이어서 진행하였으며  2008년 4월 6일 봄 개편으로 조정린이 하차하고, 소녀시대의 멤버 태연이 진행하였다. DJ 강인은 2009년 4월 19일에 하차하였고, 춘하계 개편인 2009년 4월 20일부터 2010년 4월 25일까지 태연이 단독 DJ 체제로 진행하다가 2010년 4월 25일 개인적 사정으로 진행을 맡은지 2년 만에 하차하게 되었다. 차기 DJ가 발탁되지 않아 2010년 4월 26일부터 2010년 5월 9일까지 아이유, 비스트의 윤두준이 임시 DJ로 2주간 진행하였고, 그 뒤를 이어 노홍철이 정식DJ로 발탁되어 2010년 5월 10일부터 2011년 10월 23일까지 진행을 하였다. 그리고 2011년 10월 24일부터는 개인적인 스케줄과 건강상의 이유로 하차를 하는 노홍철의 뒤를 이어 간미연이 친한친구의 정식 DJ로 발탁이 되어 진행을 맡아오다가, 2012년 가을 개편으로 간미연의 하차와 함께 UV가 후임 DJ로 결정되었다. 그러던중 2013년 3월에 유세윤이 하차함에 따라 친한친구는 5월 5일까지 뮤지가 단독 DJ 체제로 진행하게 되었다. 또한 2013년 5월 5일을 끝으로 뮤지도 하차했다.
2013년 5월 6일부턴 후임으로 로이킴과 정준영이 진행을 맡았으며 2013년 8월 18일 방송을 마지막으로 로이 킴이 하차하고 2013년 8월 19일부터 정준영이 단독 진행을 맡아오다가, 2013년 9월 1일 방송을 끝으로 해당 프로그램이 가을 개편에서 폐지됨과 동시에 하차하게 되었다.
2022년 3월 28일부터 GOT7의 멤버 영재가 진행을 맡으며 이후 9년 만에 다시 부활 되었다. 2023년 11월 20일부터 시간대를 자정으로 이동하였고, 주 5일(편성상 날짜로는 월-금, 실제 날짜로는 화-토) 방송으로 축소되었다. 2024년 11월 22일 방송을 끝으로 영재의 마지막 방송을 진행하였다.
2024년 11월 25일부터 이현이 DJ를 맡게 되었으며 방송 체계도 달라져 이현은 월요일부터 목요일까지 진행하고 금요일 방송은 친한친구 방송반으로 매달 돌아가면서 DJ를 맡는 방식으로 진행한다.

## 역대 DJ
- 2003년 10월 20일 ~ 2004년 4월 25일 : 은지원 (젝스키스) (남)
- 2004년 4월 26일 ~ 2005년 4월 10일 : 김상혁 (남), 조정린 (여)
  - 2005년 4월 11일 ~ 2005년 4월 24일 : 조정린 단독진행 혹은 그 날의 초대손님과 진행
- 2005년 4월 25일 ~ 2007년 4월 29일 : 타블로 (에픽하이) (남), 조정린 (여)
- 2007년 4월 30일 ~ 2008년 4월 6일 : 강인 (슈퍼주니어) (남), 조정린 (여)
- 2008년 4월 7일 ~ 2009년 4월 19일 : 강인 (남), 태연 (소녀시대) (여)
- 2009년 4월 20일 ~ 2010년 4월 25일 : 태연 (소녀시대) (여)
- 2010년 5월 10일 ~ 2011년 10월 23일 : 노홍철 (남)
- 2011년 10월 24일 ~ 2012년 10월 21일 : 간미연 (베이비복스) (여)
- 2012년 10월 22일 ~ 2013년 3월 24일 : UV (유세윤, 뮤지) (남)
- 2013년 3월 25일 ~ 2013년 5월 5일 : 뮤지 (남)
- 2013년 5월 6일 ~ 2013년 8월 18일 : 로이킴, 정준영 (남)
- 2013년 8월 19일 ~ 2013년 9월 1일 : 정준영 (남)
- 2022년 3월 28일 ~ 2024년 11월 22일 : 영재 (GOT7) (남)
- 2024년 11월 25일 ~ 현재 : 이현 (8eight) (남)

## 역대 방송 시간
| 방송 채널 | 방송 기간                           | 방송 시간                            |
| --------- | ----------------------------------- | ------------------------------------ |
| MBC FM4U  | 2003년 10월 20일 ~ 2013년 9월 1일   | 매일 밤 8:00 ~ 밤 10:00              |
| MBC FM4U  | 2022년 3월 28일 ~ 2023년 11월 19일  | 매일 밤 8:00 ~ 밤 10:00              |
| MBC FM4U  | 2023년 11월 20일 ~ 2024년 11월 22일 | 평일 밤 12:00 ~ 새벽 2:00            |
| MBC FM4U  | 2024년 11월 25일 ~ 현재             | 월요일 ~ 목요일 밤 12:00 ~ 새벽 2:00 |

## 코너

### 현재 코너 (2025년 8월 기준)

#### 매일 코너
- 계세요?
- 오늘의 아이돌
- 사이 퀴즈
- 내꺼 중에 최애 곡(목요일)
- 내일, 내 일

#### 요일 코너
- 월요일: 퀴즈탐험 신비의 케이팝 (with 골든차일드 이장준)
- 화요일: 상암동 작업실
- 수요일: 아이돌 아카데미
- 목요일: 친친 서포터즈 (with 템페스트 형섭 & 혁)

## 수상

### 시상식
- 2022년 MBC 방송연예대상 라디오부문 남자 신인상 (영재)